# Familjen Jul i Tomteland
Familjen Jul i Tomteland (danska: Familien Jul i nissernes land) är en dansk julfilm från 2016 i regi och manus av Carsten Rudolf. Filmen hade premiär på bio i Danmark den 3 november 2016. Filmen är en uppföljare till Familjen Jul från 2014 och fick i sig en uppföljare i Familjen Jul och tomtehotellet 2021.

## Handling
Efter att Pixy kommit på besök hemma hos familjen Jul tidigare än väntat råkar Hugo förstöra Pixys magiska julkula. Pixy förlorar därför sina magiska krafter och tillsammans måste familjen Jul och Pixy bege sig till Tomteland för att skapa en ny kula.

## Rollista
- Pelle Falk Krusbæk – Hugo Jul
- Herman Haugen Knop – Pixy
- Liv Leman Brandorf – Vega Jul
- Alfred Bjerre Larsen – Alfred Jul
- Paw Henriksen – Niels Jul
- Marie Askehave – Agnete Jul
- Malte Houe – Evol
- Katinka Evers-Jahnsen – Pixily
- Kirsten Lehfeldt – Berit
- Sofie Lassen-Kahlke – fru Knudsen (Fridas mor)
- Cyron Melville – polisen Martin
- Keijo J. Salmela – Nisseskrædder
- Albert Rudbeck Lindhardt – William
- Carolina Callisen Whittaker – Frida
- Søren Byder – förmyndare
- Søren Lenander – vakt
- Aske Bang – lärare Frank
- Carsten Rudolf – lärare Henrik
- Louise Holm Rudolf – lärare
- Alfred Holm Rudolf – skolelev
- Noah Benjamin Astor – magisk tomtepojke
- Dan Jakobsen – Nissedan
- Karin Malmsten – Foderdame
- Ann Smith – tomtesmed
- John Kaalby – tomtesmed

### Svenska röster
- Jennie Jahns – Agneta
- Teodor Siljeholm – Alfred
- Leon Pålsson – Hugo
- Patrik Martinsson – Nils
- Truls Gille – Pixy
- Zoe Jahns – Pixyli
- Dorothea Norling – Vega
- Övriga röster – Anders Öjebo, Astrid Örtegren, Christian Jernbro, Daniel Bergfalk, Dominique Pålsson Wiklund, Edvin Raeder, Elvira Gille, Gunilla Orvelius, Jesper Adefelt, Johan Wilhelmsson, Josefine Götestam, Lina Bergfalk, Mattias Söderberg, Ole Ornered, Rasmus Claesson, Simon Strandahl, Åsa Bergfalk
- Översättning – Mattias Johannesson
- Regi – Mattias Söderberg
- Svensk version producerad av KM Studio[4]

## Produktion
Filmen producerades av Pixy Film i samproduktion med Angel Films som också distribuerade filmen i Danmark.
Filmen är inspelad i Fredensborg med omnejd där skolan som ungarna går på är Humlebæk Skole medan scenerna i Tomteland är inspelade i det svenska friluftsmuseet Jamtli i Östersund.